# Atlanta Dream 2021
La stagione 2021 delle Atlanta Dream fu la 14ª nella WNBA per la franchigia.
Le Atlanta Dream arrivarono quinte nella Eastern Conference con un record di 8-24, non qualificandosi per i play-off.

## Roster
| N° | Naz.                   | Ruolo | Sportivo           | Anno | Alt. | Peso |
| -- | ---------------------- | ----- | ------------------ | ---- | ---- | ---- |
| 0  | Stati Uniti (bandiera) | G     | Odyssey Sims       | 1992 | 173  | 74   |
| 1  | Stati Uniti (bandiera) | AC    | Elizabeth Williams | 1993 | 191  | 87   |
| 3  | Stati Uniti (bandiera) | G     | Chennedy Carter    | 1998 | 175  | 65   |
| 4  | Stati Uniti (bandiera) | G     | Aari McDonald      | 1998 | 168  | 64   |
| 9  | Stati Uniti (bandiera) | G     | Crystal Bradford   | 1993 | 183  | 77   |
| 10 | Stati Uniti (bandiera) | G     | Courtney Williams  | 1994 | 173  | 60   |
| 11 | Stati Uniti (bandiera) | G     | Blake Dietrick     | 1993 | 178  | 77   |
| 15 | Stati Uniti (bandiera) | G     | Tiffany Hayes      | 1989 | 178  | 70   |
| 21 | Stati Uniti (bandiera) | A     | Tianna Hawkins     | 1991 | 191  | 84   |
| 22 | Stati Uniti (bandiera) | C     | Kalani Brown       | 1997 | 201  | 111  |
| 24 | Stati Uniti (bandiera) | A     | Candice Dupree     | 1984 | 188  | 81   |
| 25 | Stati Uniti (bandiera) | A     | Monique Billings   | 1996 | 193  | 80   |
| 32 | Stati Uniti (bandiera) | A     | Cheyenne Parker    | 1993 | 193  | 88   |
| 40 | Stati Uniti (bandiera) | A     | Shekinna Stricklen | 1990 | 188  | 104  |

## Staff tecnico
- Allenatori: Mike Petersen (6-13) (fino al 24 luglio)[1], Darius Taylor (2-11)
- Vice-allenatori: Darius Taylor (fino al 24 luglio), La'Keshia Frett, Daynia La-Force
- Preparatore atletico: Natalie Trotter
- Preparatore fisico: Drew Williams